# Équihen-Plage
Équihen-Plage (niederländisch: Ekingem) ist eine französische Gemeinde mit 2.596 Einwohnern (Stand: 1. Januar 2022) im Département Pas-de-Calais in der Region Hauts-de-France. Sie gehört zum Arrondissement Boulogne-sur-Mer und zum Kanton Outreau. Die Einwohner werden Équihennois genannt.

## Geographie
Die Gemeinde Équihen-Plage liegt im Regionalen Naturpark Caps et Marais d’Opale an der Opalküste des Ärmelkanals. Nachbargemeinden von Équihen-Plage sind Boulogne-sur-Mer im Norden und Nordosten, Outreau im Nordosten, Saint-Étienne-au-Mont im Osten und Südosten sowie Neufchâtel-Hardelot im Süden.

## Geschichte
Bis zum Anfang des 20. Jahrhunderts blieb Équihen ein kleines Fischerdorf mit Hafen. 1939 wurde es zu einer eigenständigen Gemeinde.

### Bevölkerungsentwicklung
| Jahr                       | 1962 | 1968 | 1975 | 1982 | 1990 | 1999 | 2006 | 2015 | 2022 |
| Einwohner                  | 2530 | 2592 | 2868 | 3164 | 3067 | 2934 | 2944 | 2804 | 2596 |
| Quellen: Cassini und INSEE |      |      |      |      |      |      |      |      |      |

## Sehenswürdigkeiten
- Kirche Saint-Pierre
- Die Schiffshäuser (auch „Luftkegel“ – quilles en l’air): ehemalige Schiffe, die umgedreht zu Häusern umgebaut wurden

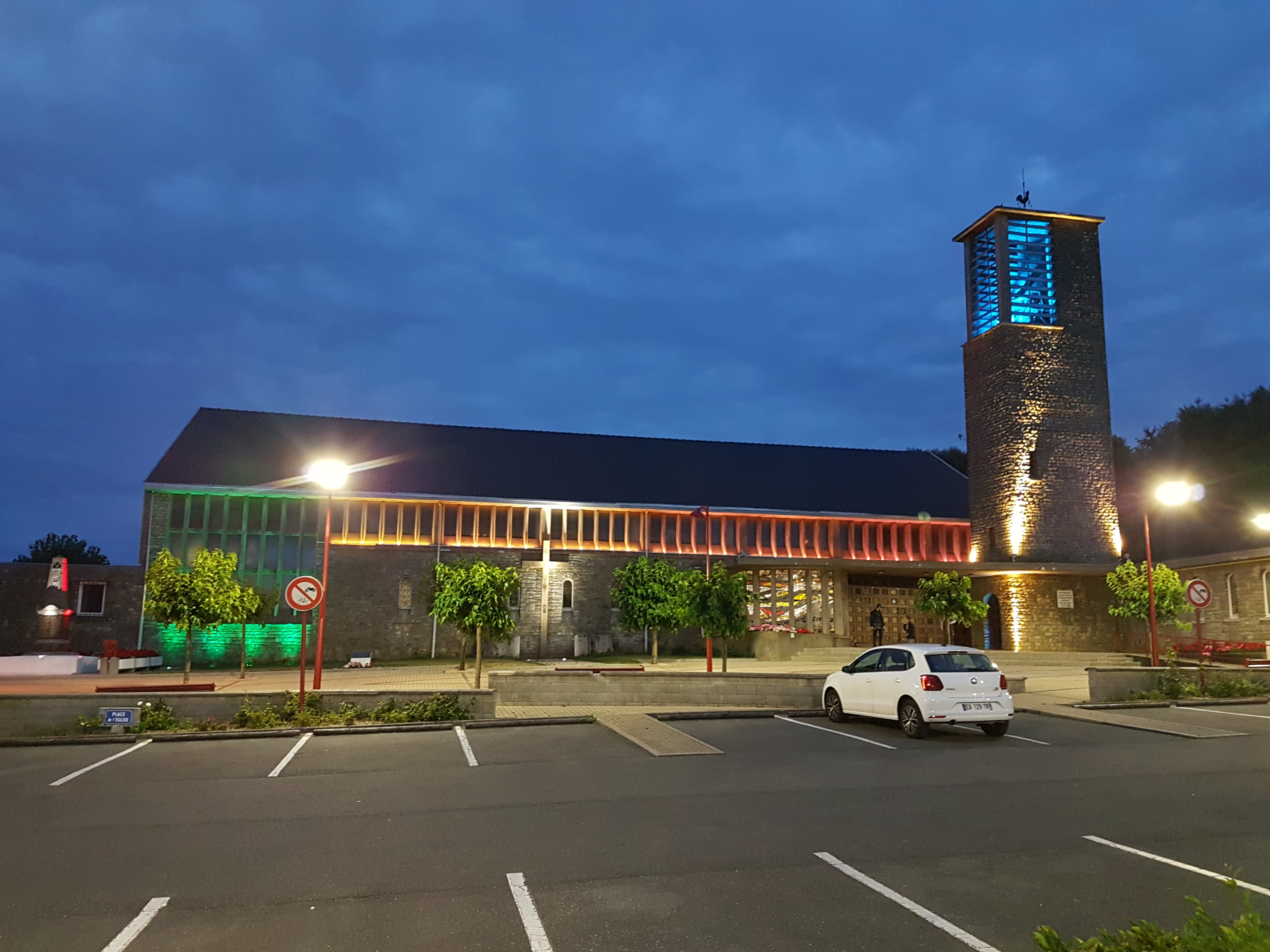
Kirche Saint-Pierre
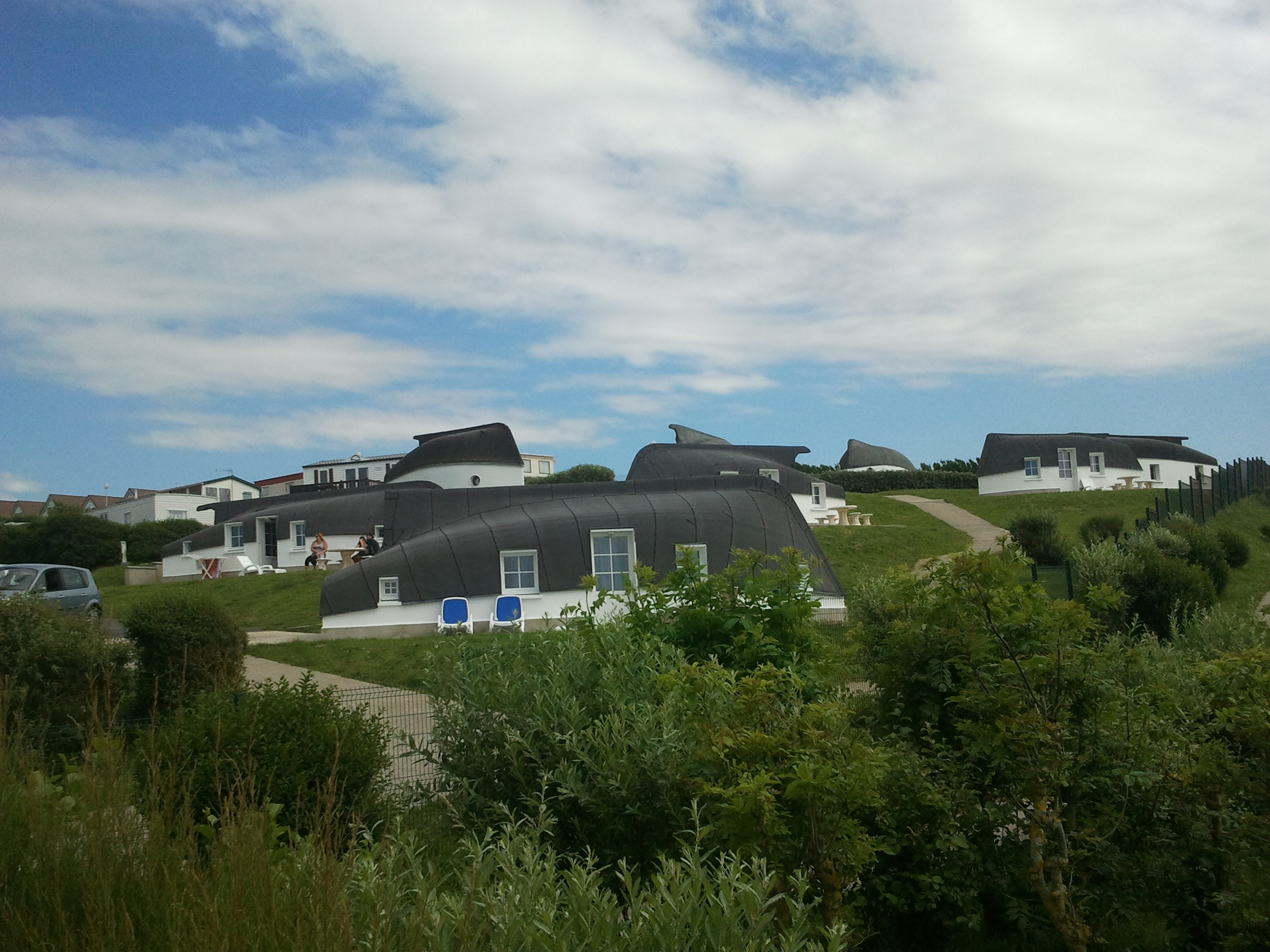
Sogenannte Schiffshäuser
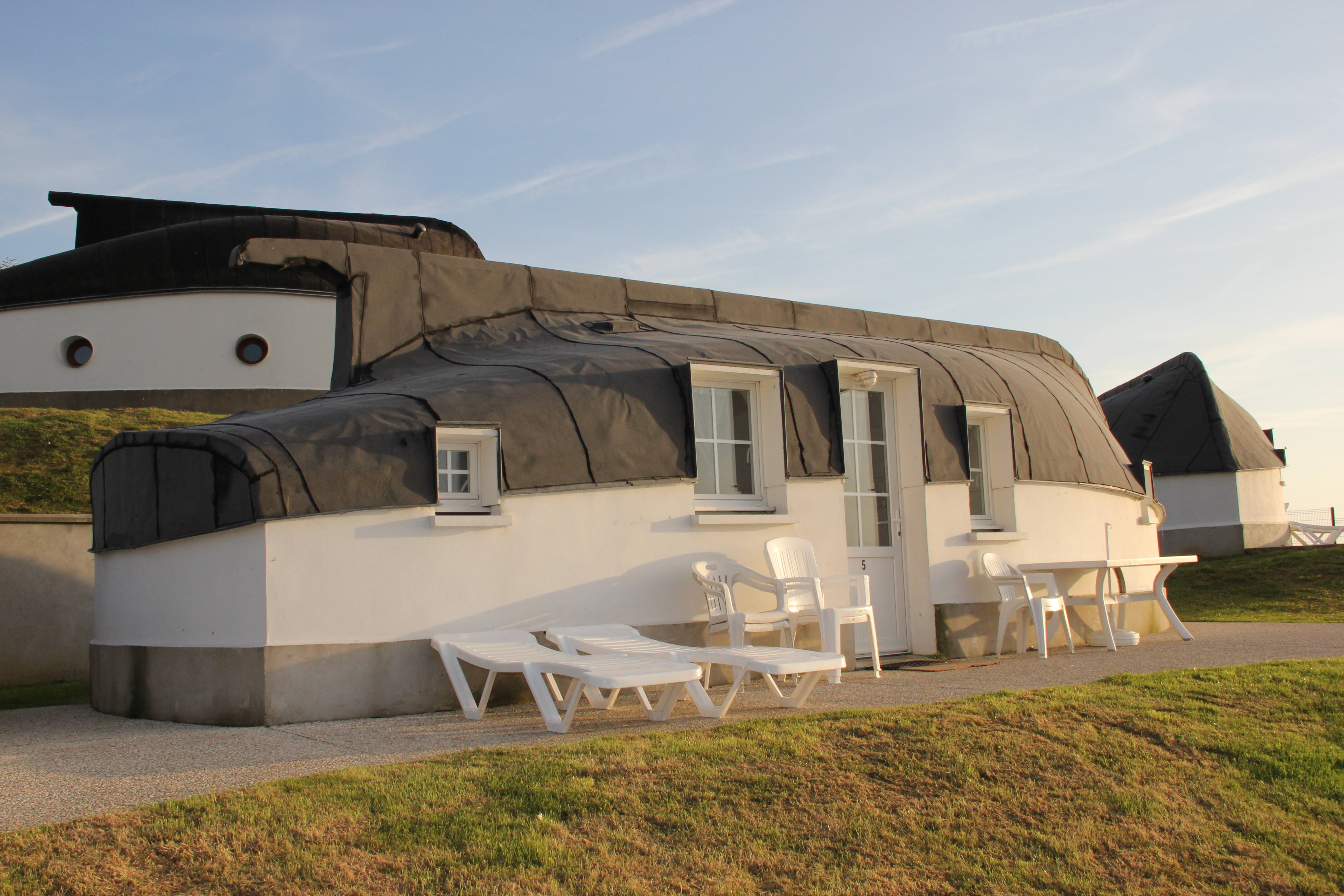
Eines der Schiffshäuser